# Andracantha gravida
Andracantha gravida är en hakmaskart som först beskrevs av Alegret 1941.  Andracantha gravida ingår i släktet Andracantha och familjen Polymorphidae. Inga underarter finns listade i Catalogue of Life.